# Vesna Dolonc
Vesna Ratkovna Dolonc (em russo: Весна Манасиева; ex-Manasieva e ex-Dolonts; Moscou, 21 de Julho de 1989) é uma ex-tenista profissional sérvia, nascida de um pai sérvio e uma mãe russa. Seu melhor ranking foi de 84ª de simples e 93ª de duplas, pela WTA. Em 14 de fevereiro de 2017, anunciou a aposentadoria em sua página de Facebook.

## WTA Tour finais

### Duplas: 1 (0–1)
| Legenda                             |
| ----------------------------------- |
| Grand Slam (0–0)                    |
| WTA Tour (0–0)                      |
| Premier Mandatory & Premier 5 (0–0) |
| Premier (0–0)                       |
| International (0–1)                 |

| Títulos por piso |
| ---------------- |
| Duro (0–1)       |
| Grama (0–0)      |
| Saibro (0–0)     |
| Carpete (0–0)    |

| Resultado | N. | Data             | Torneio                              | Piso | Parceira         | Oponentes                  | Placar    |
| --------- | -- | ---------------- | ------------------------------------ | ---- | ---------------- | -------------------------- | --------- |
| Vice      | 1. | 15 Setembro 2012 | Tashkent Open, Tashkent, Uzbequistão | Duro | Anna Chakvetadze | Paula Kania Polina Pekhova | 2–6, ret. |